# The Wooden Box (Opeth)
The Wooden Box è un cofanetto contenente i primi tre album della band progressive death metal svedese Opeth. 
Limitato a sole 200 copie, contiene i 6 vinili dei primi 3 album della band dentro una scatola in legno fatta a mano, ha il logo degli Opeth stampato in stencil.

## Contenuto

### Vinile 1
- Contiene Orchid (canzoni 1-4)

### Vinile 2
- Contiene Orchid (canzoni 4-7)

### Vinile 3
- Contiene Morningrise (canzoni 1-3)

### Vinile 4
- Contiene Morningrise (canzoni 4-6)

### Vinile 5
- Contiene My Arms, Your Hearse (canzoni 1-6)

### Vinile 6
- Contiene My Arms, Your Hearse (canzoni 7-11)

## Formazione Morningrise e Orchid
- Mikael Åkerfeldt - Chitarra, Voce
- Peter Lindgren - Chitarra
- Johan DeFarfalla - Basso
- Anders Nordin - Batteria, Tastiere

## Formazione My Arms, Your Hearse
- Mikael Åkerfeldt - Chitarra, Voce, basso
- Peter Lindgren - Chitarra
- Martin Lopez - Batteria

### Musicisti di supporto
- Fredrik Nordström - organo Hammond  in Epilogue (My Arms, Your Hearse).